# 讷沙泰勒于蒂耶尔
讷沙泰勒于蒂耶尔（法語：Neuchâtel-Urtière，法語發音：[nøʃatl yʁtjɛʁ]）是法国杜省的一个市镇，属于蒙贝利亚尔区。

## 地理
讷沙泰勒于蒂耶尔（47°22'29"N, 6°43'49"E）面积6.21 平方千米，位于法国勃艮第-弗朗什-孔泰大區杜省，该省份为法国东部内陆省份，北起上索恩省，西接汝拉省，东部及东南部与瑞士接壤，东北部与贝尔福地区省接壤。
与讷沙泰勒于蒂耶尔接壤的市镇（或旧市镇、城区）包括：雷蒙当-韦夫尔、弗勒、蓬德鲁瓦德-韦尔蒙当、索勒蒙、维拉尔苏当茹。

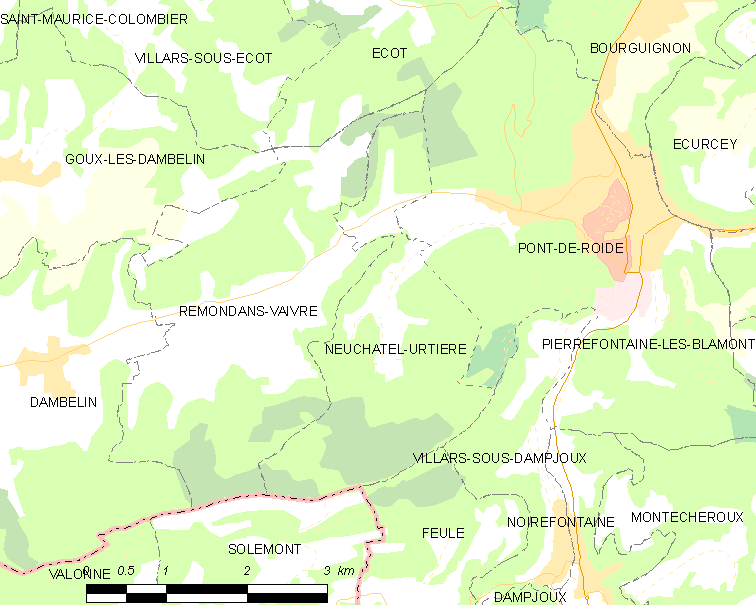
讷沙泰勒于蒂耶尔的OSM定位图

讷沙泰勒于蒂耶尔的时区为UTC+01:00、UTC+02:00（夏令时）。

## 行政
讷沙泰勒于蒂耶尔的邮政编码为25150，INSEE市镇编码为25422。

## 政治
讷沙泰勒于蒂耶尔所属的省级选区为瓦朗蒂涅县。

## 人口

1962-2008年间讷沙泰勒于蒂耶尔人口变化图示

讷沙泰勒于蒂耶尔于2022年1月1日时的人口数量为166人。